# 364 км (зупинний пункт)
364 км — пасажирська зупинна залізнична платформа Лиманської дирекції Донецької залізниці.
Розташована в с. Колона-Межова, Синельниківський район, Дніпропетровської області на лінії Покровськ — Чаплине між станціями Удачна (13 км) та Межова (7 км).
На платформі зупиняються приміські електропоїзди.